# Szalóczy Bertalan
Szalóczy Bertalan (Miskolc, 1842. június 20. – Bőcs, 1895. november 2.) író, református pap.

## Pályája
Szalóczy Dániel református lelkész és Szepsi Teréz fia. A teológiát Sárospatakon végezte, majd Mezőcsáton két évig rektor volt. Ezután visszatért Sárospatakra és papi vizsgát tett. Segédlelkész volt Dorogmán; utána segédlelkész, lelkész és 1888-tól egyházi tanácsbíró Geszten; 1893-ban Bőcsön lett lelkész, ott érte a halál 1895-ben.
„A Bükk költőpapja”-ként is ismerték. Verseit a Hölgyfutár közölte 1863–1864-ben. Az 1870-es években tűnt fel elbeszéléseivel. Leginkább a miskolci újságokban, a Fővárosi Lapokban és a Vasárnapi Ujságban jelentek meg munkái, gyakran Vereskövi álnéven. Keveset írt, de novelláinak korrajzi és néprajzi értéke van. A kisváros és a falu népét, a gazdákat és mesterembereket jelenítette meg elbeszélő munkáiban.

## Munkái
- Képek Miskolc, 1885. Elbeszélések. (Vereskövi álnéven).
- Elbeszélések Budapest, 1891.
- Örmény című színművét sikerrel játszották vidéken.